# Argyrosomus regius
L'ombrina boccadoro o bocca d'oro (Argyrosomus regius) è un pesce di mare e di acque salmastre della famiglia Sciaenidae.

## Distribuzione e habitat
È diffusa nel Mediterraneo, nel mar Nero (rara) e nell'Oceano Atlantico orientale tra il Senegal e la Manica, più raramente può raggiungere le acque di Danimarca, Norvegia meridionale ed addirittura Islanda (dove si è registrata una sola cattura). Nei mari italiani non è comune. È una delle poche specie di pesci che abbiano effettuato la migrazione inversa rispetto alla migrazione lessepsiana ovvero dal Mediterraneo siano passate nel mar Rosso attraverso il canale di Suez.
Vive su fondi sabbiosi, in genere vicino alle rive, ed essendo eurialina, penetra nelle foci e nelle lagune salmastre.

## Descrizione
Il corpo è allungato, assai più che negli altri scienidi, con ventre quasi a bordo rettilineo e dorso più arcuato. La bocca è grande e terminale, armata di forti denti, di cui gli anteriori caniniformi. L'interno della bocca è color giallo oro. Le pinne dorsali sono due, contigue, la prima triangolare e più corta della seconda che porta raggi molli, l'anale è corta, così come le pinne ventrali e le pinne pettorali. La pinna caudale è invece ampia ed a margine tronco.
La livrea è grigio piombo con riflessi brunastri sul dorso ed argenteo su fianchi e ventre. I fianchi sono attraversati da sottili linee brune oblique. La linea laterale è nera e molto evidente.
Può misurare eccezionalmente 1,45 m per 36 kg di peso.

## Alimentazione
Si ciba di pesci, soprattutto cefali, che cattura in acque basse ed anche nelle foci dei fiumi.

## Biologia
Questa specie ha la vescica natatoria molto sviluppata e può utilizzarla per produrre suoni udibili anche fuori dell'acqua per decine di metri.

## Pesca
Le sue carni sono tra le più pregiate ma è così sporadica la sua cattura da non costituire oggetto di pesca specifica. Viene comunque insidiata con reti e lenze (soprattutto con la tecnica del surf casting, per la quale è una delle prede più pregiate). Viene anche allevata nelle lagune con ottime rese e viene venduta come “ombrina” ma non si tratta di una truffa perché le sue carni sono considerate ancora migliori di quelle, pur ottime, della vera ombrina.